# L’Épine (Vendée)
L’Épine ist eine französische Gemeinde mit 1.643 Einwohnern (Stand: 1. Januar 2022) im Département Vendée der Region Pays de la Loire. Barbâtre gehört zum Arrondissement Les Sables-d’Olonne und zum Kanton Saint-Jean-de-Monts (bis 2015 Kanton Noirmoutier-en-l’Île).

## Geografie
L’Épine liegt inmitten der Île de Noirmoutier im Atlantik. Im Norden von L’Épine liegt die Nachbargemeinde Noirmoutier-en-l’Île und im Süden die Gemeinde La Guérinière.

## Geschichte
Bis 1919 war L’Épine Teil der Gemeinde von La Guérinière.
| Bevölkerungsentwicklung   | Bevölkerungsentwicklung | Bevölkerungsentwicklung | Bevölkerungsentwicklung | Bevölkerungsentwicklung | Bevölkerungsentwicklung | Bevölkerungsentwicklung | Bevölkerungsentwicklung | Bevölkerungsentwicklung |
| ------------------------- | ----------------------- | ----------------------- | ----------------------- | ----------------------- | ----------------------- | ----------------------- | ----------------------- | ----------------------- |
| Jahr                      | 1962                    | 1968                    | 1975                    | 1982                    | 1990                    | 1999                    | 2006                    | 2012                    |
| Einwohner                 | 1640                    | 1660                    | 1585                    | 1568                    | 1653                    | 1685                    | 1705                    | 1684                    |
| Quelle: Cassini und INSEE |                         |                         |                         |                         |                         |                         |                         |                         |

## Sehenswürdigkeiten

Kirche Saint-Jean-Baptiste

- Kirche Saint-Jean-Baptiste
- Hafen von Morin